# ラスト・ボーイスカウト
『ラスト・ボーイスカウト』（The Last Boy Scout）は、1991年のアメリカ合衆国のアクション映画。トニー・スコット監督、ブルース・ウィリス主演。
シェーン・ブラックの脚本は、当時の史上最高額である175万ドルで契約された。タイトルのボーイスカウトは、“正義漢”といった意味で用いられている。

## あらすじ
ジョー・ハレンベックは、過去に大統領の救命経験があるシークレットサービスだったが、強姦をしていた議員への傷害で解雇され、負け犬人生を送っていた。一方、元プロフットボール選手のジミー・アレクサンダー・ディックス（デイモン・ウェイアンズ）は賭博でフットボール界を追い出され、妻も子も亡くして麻薬に溺れながら無為な負け犬人生を送っていた。
ある日、ジョーは友人からダンサーのコリーの身辺警護を頼まれる。しかし、ジョーは何者かに襲撃されたため、待ち合わせ場所でコリーと入れ違いになり、襲撃者達の手から逃れてきたジョーが彼女の元へ駆けつけた頃には既に殺されていた。ジョーは、コリーの恋人であるジミーと共に捜査に乗り出すことに。
すると、プロフットボール界の裏に潜む巨大な組織の影が次第に明らかに…。共通の敵を得た二匹の負け犬が今、それぞれの戦いを始める。

## 登場人物
ジョー・ハレンベック
私立探偵。
ジミー・アレクサンダー・ディックス
コリーの恋人。元プロフットボール選手。
コリー
ダンサー。
シェリー・マーコン
ロサンゼルス・スタリオンのオーナー。
カルヴィン・ベイナード
上院議員。
サラ・ハレンベック
ジョーの妻。
ダリアン・ハレンベック
ジョーとサラの娘。反抗期の真っただ中。
ビリー・コール
フットボール選手。
マイク・マシューズ
ジョーの仕事仲間。
トミー
ダリアンのボーイフレンド。
ベッサロ
刑事。
マッカスキー
刑事。
マイロ
マルコンの手下。

## キャスト
| 役名                               | 俳優                   | 日本語吹替                                | 日本語吹替                          | 日本語吹替                                            | 日本語吹替                                 |
| 役名                               | 俳優                   | ソフト版                                  | フジテレビ版                        | 日本テレビ版                                          | テレビ朝日版                               |
| ---------------------------------- | ---------------------- | ----------------------------------------- | ----------------------------------- | ----------------------------------------------------- | ------------------------------------------ |
| ジョー・ハレンベック               | ブルース・ウィリス     | 樋浦勉                                    | 村野武範                            | 磯部勉                                                | 野沢那智                                   |
| ジミー・アレクサンダー・ディックス | デイモン・ウェイアンズ | 山寺宏一                                  | 玄田哲章                            | 江原正士                                              | 山路和弘                                   |
| サラ・ハレンベック                 | チェルシー・フィールド | 高島雅羅                                  | 一柳みる                            | 駒塚由衣                                              | 勝生真沙子                                 |
| ダリアン・ハレンベック             | ダニエル・ハリス       | 本多知恵子                                | 中沢みどり                          | 小林さやか                                            | 坂本真綾                                   |
| シェリー・マーコン                 | ノーブル・ウィリンガム | 筈見純                                    | 坂口芳貞                            | 銀河万丈                                              | 藤本譲                                     |
| マイロ                             | テイラー・ネグロン     | 麦人                                      | 江原正士                            | 有川博                                                | 牛山茂                                     |
| コリー                             | ハル・ベリー           | 亀井芳子                                  | 水谷優子                            | 沢海陽子                                              | 田中敦子                                   |
| マイク・マシューズ                 | ブルース・マッギル     | 辻親八                                    | 秋元羊介                            | 長島雄一                                              | 宝亀克寿                                   |
| カルヴィン・ベイナード議員         | チェルシー・ロス       | 有本欽隆                                  | 仲野裕                              | 小林勝彦                                              | 石塚運昇                                   |
| ベッサロ刑事                       | ジョー・サントス       | 池田勝                                    | 富田耕生                            | 宝亀克寿                                              | 池田勝                                     |
| マッカスキー刑事                   | クラレンス・フェルダー | 塚田正昭                                  | 小島敏彦                            | 石波義人                                              | 島香裕                                     |
| パブロ                             | フランク・コリソン     | 水野龍司                                  | 千田光男                            | 水野龍司                                              | 伊藤和晃                                   |
| チェット                           | キム・コーツ           | 江原正士                                  | 伊藤和晃                            | 荒川太朗                                              | 中多和宏                                   |
| ヒットマン                         | ジョン・セナティエンポ | 中多和宏                                  | 伊井篤史                            | 星野充昭                                              | 中多和宏                                   |
| ビッグ・レイ・ウォルストン         | トニー・ロンゴ         | 中博史                                    | 田中正彦                            | 福田信昭                                              | 登場シーンカット                           |
| 引っ掻き回し屋                     | ジャック・ケーラー     | 秋元羊介                                  | 秋間登                              | 沢木郁也                                              | 村田則男                                   |
| ジェイク                           | デューク・ヴァレンティ | 中多和宏                                  | 藤本譲                              | 大黒和広                                              | 石田圭祐                                   |
| ビリー・コール                     | ビリー・ブランクス     | 江原正士                                  |                                     | 小野英昭                                              | 石田圭祐                                   |
| ベイナードのボディガード           | ロバート・アピーザ     | 幹本雄之                                  | 藤本譲                              | 小野英昭                                              | 斎藤志郎                                   |
| 路地裏の殺し屋                     | バジャ・ジョラー       | 幹本雄之                                  | 天田益男                            | 水野龍司                                              | 斎藤志郎                                   |
| M.C.                               | エディ・グリフィン     | 桜井敏治                                  | 成田剣                              | 大黒和広                                              | 樫井笙人                                   |
| プールの所有者                     | リック・ダコマン       | 秋元羊介                                  | 秋元羊介                            | 星野充昭                                              | 石田圭祐                                   |
| ロッカールームの青年               | モリス・チェストナット | 台詞なし                                  | 台詞なし                            | 台詞なし                                              | 台詞なし                                   |
| その他                             | N/A                    | 叶木翔子 喜田あゆ美 大谷育江              | 金野恵子 叶木翔子 松下亜紀          | 佐藤しのぶ 岡のりこ 相沢正輝 伊藤栄次 松本大 柳沢栄治 | 辻親八 小野未喜 小池浩司                   |
| 日本語版スタッフ                   |                        |                                           |                                     |                                                       |                                            |
| 演出                               | 演出                   | 蕨南勝之                                  | 松川陸                              | 蕨南勝之                                              | 壷井正                                     |
| 翻訳                               | 翻訳                   | 庄司遼                                    | 平田勝茂                            | 宇津木道子                                            | 平田勝茂                                   |
| 調整                               | 調整                   | 遠西勝三 新井保雄                         |                                     | 栗林秀年                                              | 飯塚秀保 柴崎崇行                          |
| 録音                               | 録音                   | 遠西勝三 新井保雄                         |                                     | スタジオ・ザウルス                                    |                                            |
| 効果                               | 効果                   |                                           |                                     | 山本洋平                                              | VOX                                        |
| 編集                               | 編集                   |                                           |                                     | ムービーテレビジョン スタジオ                         |                                            |
| プロデューサー                     | プロデューサー         | 小川政弘                                  | 山形淳二                            | 門屋大輔                                              | 圓井一夫                                   |
| 制作                               | 制作                   | ワーナー・ホーム・ビデオ プロセンスタジオ | 東北新社                            | 小川眞紀子 ムービーテレビジョン スタジオ              | グロービジョン                             |
| 発売日 初回放送                    | 発売日 初回放送        | 1992年7月3日（VHS）                       | 1995年7月22日『ゴールデン洋画劇場』 | 1996年12月20日 『金曜ロードショー』                   | 1998年5月31日 『日曜洋画劇場』 21:02-22:54 |

ほかに、マーコンの手下役でジェームズ・ガンドルフィーニが出演している（クレジットなし）。

## スタッフ
- 監督：トニー・スコット
- 製作：ジョエル・シルバー/マイケル・レヴィー
- 製作総指揮：シェーン・ブラック
- 脚本：シェーン・ブラック
- 撮影：ウォード・ラッセル
- 編集：スチュアート・ベアード
マーク・ヘルフリッチ
- 音楽：マイケル・ケイメン

## 評価
レビュー・アグリゲーターのRotten Tomatoesでは37件のレビューで支持率は46%、平均点は5.30/10となった。Metacriticでは22件のレビューを基に加重平均値が52/100となった。